# Akademie für Alte Musik Berlin

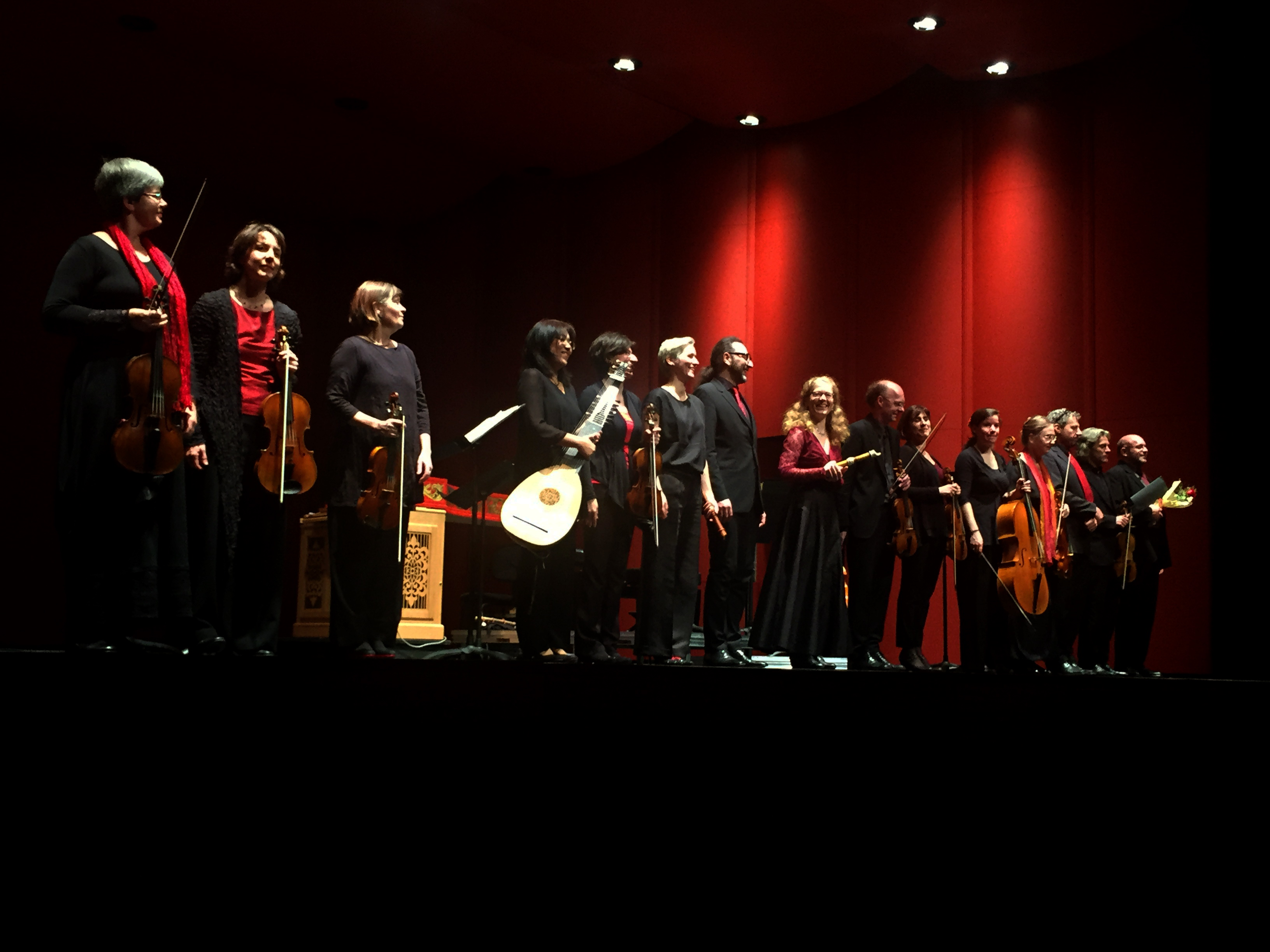
Akademie für Alte Musik Berlin

De Akademie für Alte Musik is een Duits kamerorkest dat in 1982 in Oost-Berlijn werd opgericht en zich toelegt op de authentieke uitvoeringspraktijk.
Het orkest werkt onder andere samen met dirigenten René Jacobs en Gary Cooper. Daarnaast heeft het ook een vaste band met andere dirigenten, zoals Marcus Creed, Peter Dijkstra, Hans-Christoph Rademann en Daniel Reuss.
Sinds 1994 worden er cd-opnamen exclusief bij het label Harmonia Mundi France opgenomen.